# Зопіклон
Зопіклон (лат. Zopiclonum, англ. Zopiclone) — синтетичний лікарський засіб, що належить до групи снодійних і седативних засобів, та є похідним циклопіролону, споріднений із похідними бензодіазепіну. Зопіклон застосовується перорально. Зопіклон синтезований у 1986 році в лабораторії компанії «Rhône-Poulenc», яка натепер є частиною компанії «Sanofi».

## Фармакологічні властивості
Зопіклон — синтетичний лікарський засіб, що належить до групи снодійних і седативних засобів, та є похідним циклопіролону. Механізм дії препарату полягає у взаємодії з бензодіазепіновими рецепторами в центрі постсинаптичних рецепторів гамма-аміномасляної кислоти, проте не взаємодіє з периферичними бензодіазепіновими рецепторами. Зопіклон має заспокійливий, анксіолітичний, протисудомний та міорелаксуючий ефект. Зопіклон зменшує першу стадію та збільшує другу стадію сну, підтримує або подовжує стадії III та IV сну, а також підтримує парадоксальний сон. Препарат також спричинює зниження пам'яті. Зопіклон у поєднанні з препаратами теофіліну спричинює зниження частоти нічних нападів при бронхіальній астмі. Зопіклон застосовується при порушеннях сну різної етіології, у тому числі при важкому безсонні, а також порушеннях сну при психічних розладах. При застосуванні зопіклону спостерігається незначна кількість побічних ефектів, проте при застосуванні препарату часто спостерігається поява звикання до нього, а при передозуванні препарату зафіксовані навіть смертельні випадки, у зв'язку із чим у ряді країн, у тому числі в Україні та Росії, він включений до числа препаратів, щодо яких застосовується предметно-кількісний облік.

### Фармакокінетика
Зопіклон при прийомі всередину швидко всмоктується та розподіляється в організмі, біодоступність препарату при пероральному прийомі складає 75 % для дорослих, у осіб похилого віку збільшується до 94 %, максимальна концентрація в крові досягається протягом 1—3 годин. Зопіклон створює високі концентрації у багатьох тканинах організму, проходить через гематоенцефалічний бар'єр, через плацентарний бар'єр та виділяється в грудне молоко. Метаболізується препарат в печінці з утворенням як активних, так і неактивних метаболітів. Період напіввиведення зопіклону становить 5,5—6 годин, цей час може збільшуватися при печінковій та нирковій недостатності.

## Показання до застосування
Зопіклон застосовується при порушеннях сну різної етіології, у тому числі при ситуаційному, хронічному і важкому безсонні.

## Побічна дія
При застосуванні зопіклону побічні ефекти спостерігаються значно рідше, ніж при застосуванні препаратів бензодіазепінового ряду. Проте при його застосуванні нерідко спостерігаються випадки формування звикання до зопіклону, а при передозуванні препарату описані смертельні випадки. Найчастішими побічними ефектами препарату є:
- Алергічні реакції та з боку шкірних покривів — висипання на шкірі, свербіж шкіри, кропив'янка, набряк Квінке, анафілактичний шок, задишка.
- З боку травної системи — нудота, блювання, сухість в роті, порушення функції печінки, підвищення рівня активності амінотрансфераз та лужної фосфатази в крові.
- З боку нервової системи — підвищена стомлюваність, м'язова слабість, сонливість, загальмованість, порушення координації рухів, головний біль, сплутаність свідомості, атаксія, дизартрія, погіршення настрою, парадоксальні реакції (у тому числі гостре психомоторне збудження), амнезія, депресія, пригнічення дихання, диплопія.

## Протипокази
Зопіклон протипоказаний при підвищеній чутливості до препарату, при важкій дихальній недостатності та синдромі нічних апное, при важкій печінковій недостатності, міастенії, при вагітності та годуванні грудьми, особам молодшим 15 років.

## Форми випуску
Зопіклон випускається у вигляді таблеток по 0,0075 г.